# Lijst van gouverneurs van Neder-Oostenrijk

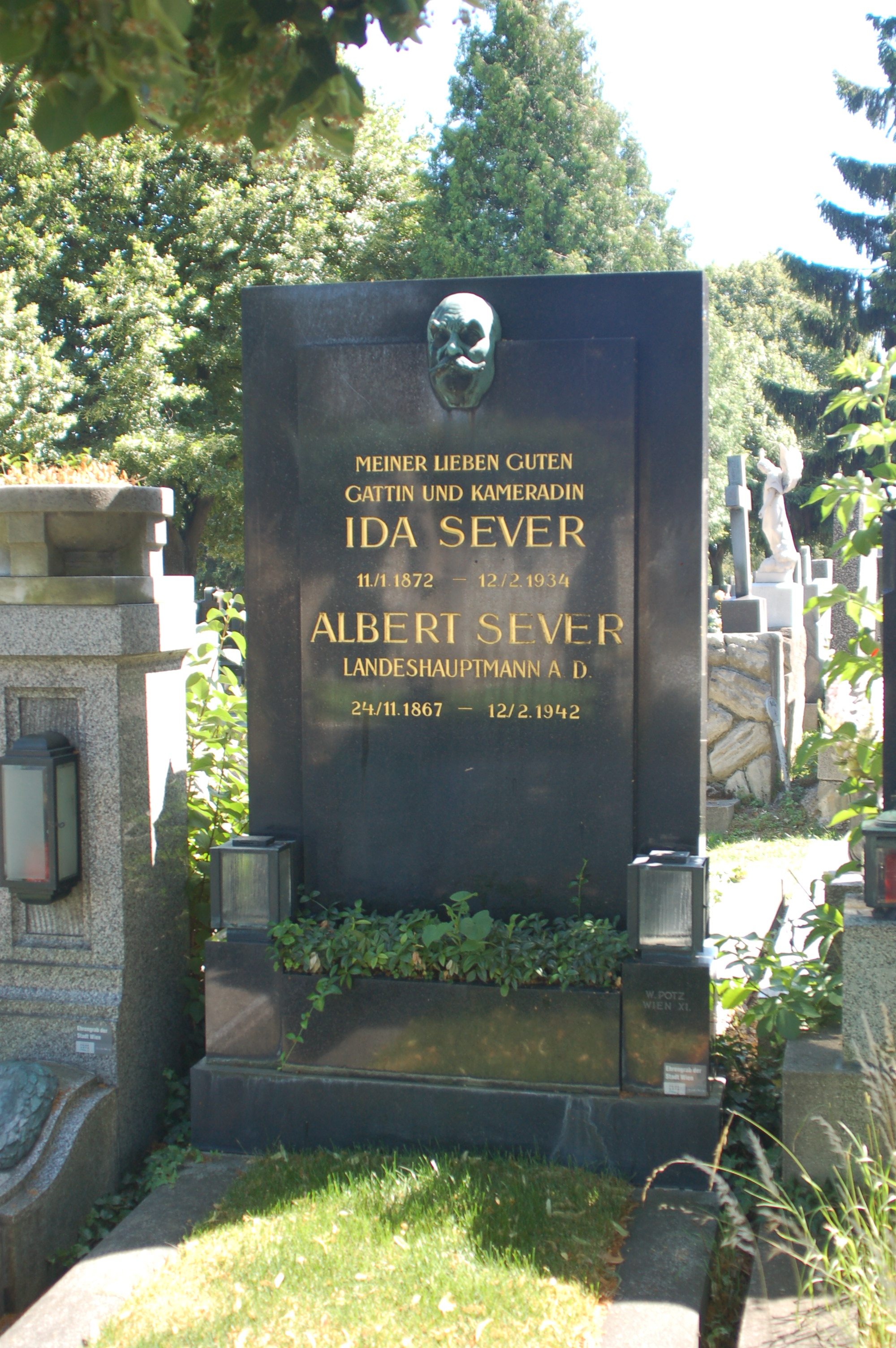
Landeshauptmann Albert Sever (1919-1920)

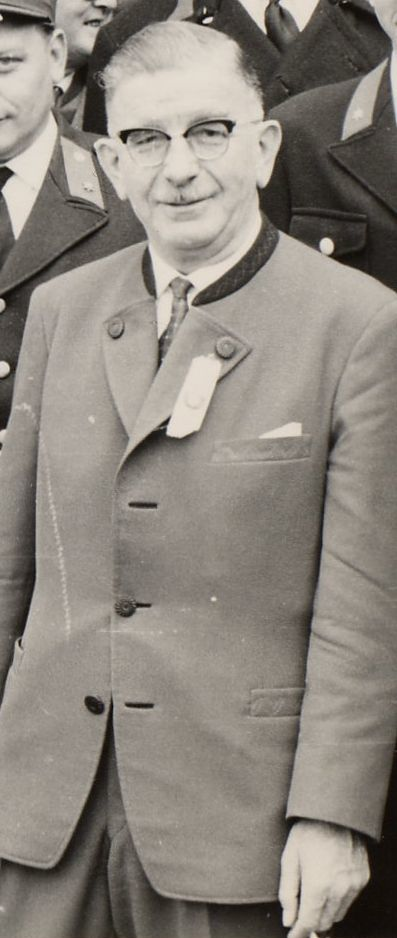
Landeshauptmann Leopold Figl (1945; 1962-1965)

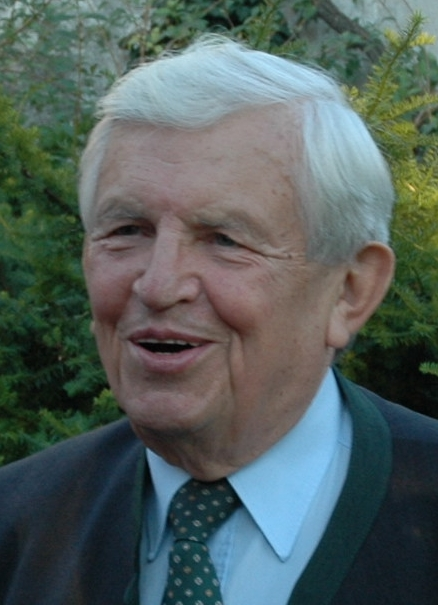
Landeshauptmann Siegfried Ludwig (1981-1992)

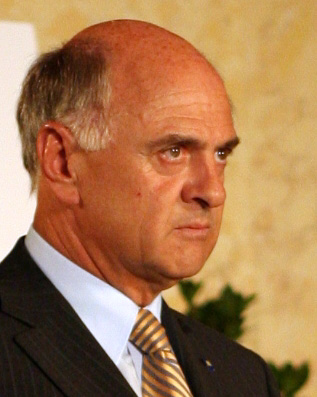
Landeshauptmann Erwin Pröll (1992-2017)

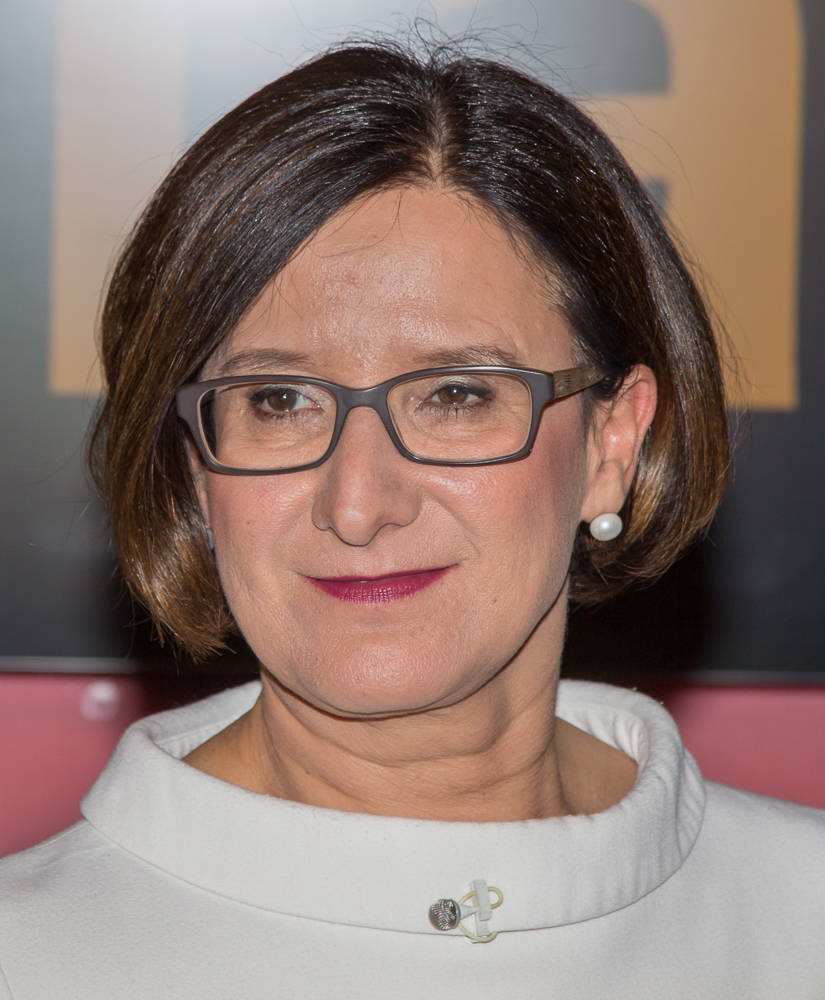
De huidige Landeshauptfrau Johanna Mikl-Leitner (2017-nu)

De Gouverneur (Landeshauptmann) van Neder-Oostenrijk is de regeringsleider van deze Oostenrijkse deelstaat.
- 1861-1918: Landesmarschälle von Niederösterreich
- 1918-heden: Landeshauptleute von Niederösterreich

## Lijst van gouverneurs van Neder-Oostenrijk
| Persoon                                       | periode                            | partij       |
| --------------------------------------------- | ---------------------------------- | ------------ |
| Josef Fürst Colloredo-Mansfeld                | 1861 - 1867                        |              |
| Adolf Freiherr Pratobevera von Wiesborn       | 1867 - 1870                        |              |
| Othmar Helferstorfer                          | 1870 - 1880                        |              |
| Catejan Freiherr von Felder                   | 1880 - 1884                        |              |
| Christian Graf Kinsky von Wchinitz und Tettau | 1884 - 1893                        |              |
| Leopold Freiherr von Gudenus                  | 1893 - 1894                        |              |
| Otto Ehrenreich Graf von Abensberg-Traun      | 1894 - 1896                        |              |
| Joseph Freiherr von Gudenus                   | 1896 - 1902                        |              |
| Mgr. Frigdian Schmolk                         | 1902 - 1906                        |              |
| Aloys Prinz von und Liechtenstein             | 1906 - 1918                        | CS           |
| Leopold von Steiner                           | 5 november 1918 - 20 mei 1919      | CS           |
| Albert Sever                                  | 20 mei 1919 - 10 november 1920     | SDAPÖ        |
| Johann Mayer                                  | 10 november 1920 - 9 juni 1922     | CS           |
| Karl Buresch                                  | 9 juni 1922 - 31 juli 1931         | CS           |
| Josef Reither                                 | 31 juli 1931 - 19 mei 1932         | CS           |
| Karl Buresch                                  | 19 mei 1932 - 18 mei 1933          | CS           |
| Josef Reithner                                | 18 mei 1933 - 12 maart 1938        | CS; 1934: VF |
| Roman Jäger                                   | 12 maart 1938 - 24 mei 1938        | NSDAP        |
| Hugo Jury vanaf 1.4.1940: Reichsstatthalter   | 24 mei 1938 - 8 mei 1945           | NSDAP        |
| Leopold Figl                                  | 25 mei 1945 - 15 oktober 1945      | ÖVP          |
| Josef Reither                                 | 15 oktober 1945 - 4 mei 1949       | ÖVP          |
| Johann Steinböck                              | 4 mei 1949 - 14 januari 1962       | ÖVP          |
| Leopold Figl                                  | 31 januari 1962 - 9 mei 1965       | ÖVP          |
| Eduard Hartmann                               | 16 juni 1965 - 14 oktober 1966     | ÖVP          |
| Andreas Maurer                                | 24 november 1966 - 22 januari 1981 | ÖVP          |
| Siegfried Ludwig                              | 22 januari 1981 - 20 oktober 1992  | ÖVP          |
| Erwin Pröll                                   | 20 oktober 1992 - 19 april 2017    | ÖVP          |
| Johanna Mikl-Leitner                          | sinds 19 april 2017                | ÖVP          |